# Cementerio Pal Pito 2
Cementerio Pal Pito 2, también estilizada como Cementerio Pal' Pito 2 y Cementerio Pa'l Pito 2, es una película chilena protagonizada por los comediantes Paul Vásquez y Mauricio Medina, integrantes de la dupla humorística Dinamita Show. Fue producida por A.G. Producciones y lanzada en formato VHS el 1 de junio de 1992.
Su título es una parodia a los filmes estadounidenses Cementerio Maldito estrenado en 1989 y Terminator 2: el juicio final de 1991, aunque el guion no tiene relación alguna.

## Argumento
A diferencia de la primera entrega donde inicialmente se presenta una historia ficcionada sobre el origen de la dupla humorística, Cementerio Pal Pito 2 es un especial humorístico, una rutina grabada en vivo por Vásquez y Medina en el Portal Álamos de Viña del Mar.
La rutina está dividida en bloques, conectada por una serie de gags grabados exclusivamente para la película.
En el final, se presenta un adelanto de Cementerio Pal Pito 3, la cual sería lanzado también en VHS en 1993.

## Reparto
- Paul Vásquez como El Flaco
- Mauricio Medina como El Indio